# Fort Simon-Denys
 (juin 2023).
Si vous disposez d'ouvrages ou d'articles de référence ou si vous connaissez des sites web de qualité traitant du thème abordé ici, merci de compléter l'article en donnant les références utiles à sa vérifiabilité et en les liant à la section « Notes et références ».
Le fort Simon-Denys est construit [Où ?] en 1650 par Simon Denys [Qui ?]. Il est occupé jusqu'à 1659.